# Socond
Socond es una comuna ubicada en el distrito de Satu Mare, Rumania.

## Superficie
Posee una superficie de 88,76 kilómetros cuadrados.

## Demografía
Hasta 2021 la población era de 2763 habitantes, con una densidad de población de 31,13 habitantes por kilómetro cuadrado.